# Susanne Feust-Göthe
Susanne Feust-Göthe, geborene Susanne Göthe (* 19. Dezember 1836 in Leipzig; † 30. Dezember 1886 in Hamburg) war eine deutsche Theaterschauspielerin, Komikerin und Sängerin (Sopran).

## Leben
Die Tochter eines Kaufmanns übersiedelte nach dem Tod ihres Vaters mit ihrer Mutter nach Dessau, wo ihre Stimme vom bekannten Oratorienkomponisten Friedrich Schneider für die Bühnenlaufbahn zur Ausbildung empfohlen wurde.
Sie nahm Gesangsunterricht bei Franziska Cornet und Anton Babnigg. Bereits am 17. August 1853 debütierte sie am Hamburger Thaliatheater.
Da ihr jedoch die höhere Ausbildung und Bühnenroutine noch fehlten, nahm sie zuerst in Neustrelitz und dann in Posen unter Franz Wallner Engagement.
Wallner förderte sie und ihr nächstes Engagement war – unter selbigem – beim Königstädtischen Theater Berlin. Weitere Stationen ihrer Karriere waren nach dem Wallnertheater das Hoftheater Wiesbaden, die Theater von Nürnberg, Breslau, Köln und Hamburg (1864 bis 1876 Stadttheater, 1876 bis 1884 Thaliatheater).
Trotz ihrer Heirat wurde sie allgemein weiterhin „Frau Göthe“ genannt.
Am 30. Dezember 1885 betrat sie die Bühne als „Frau Striese“. Es sollte ihr letzter Auftritt werden. Wenige Tage später musste sie sich einer Operation unterziehen, an deren Folgen sie am 8. Januar 1886 völlig unerwartet verstarb.